# 鲁迅艺术学校下北漳旧址
鲁迅艺术学校下北漳旧址，位于山西省长治市武乡县监漳镇下北漳村，是一处山西省文物保护单位。
2021年8月4日，鲁迅艺术学校下北漳旧址公布为第六批山西省文物保护单位，年代为1940年，近现代重要史迹及代表性建筑类，编号	6-348。